# Nomen illegitimum
Ein Nomen illegitimum oder illegitimer Name (original im Code:  illegitimate name) ist ein Fachausdruck in der botanischen Nomenklatur für eine besondere Form eines nicht korrekten wissenschaftlichen Namens für ein Taxon. Der latinisierte Ausdruck Nomen illegitimum, oft abgekürzt nom. illeg., findet sich selbst nicht im für die Namensvergabe grundlegenden Internationalen Code der Nomenklatur für Algen, Pilze und Pflanzen (im Folgenden als Code bezeichnet), er wird aber in der botanischen Fachliteratur oft gebraucht.
Der Ausdruck ist in der zoologischen Nomenklatur nicht üblich.

## Gültigkeit
Ein wissenschaftlicher Name für ein Taxon eines bestimmten Rangs, wie einer Art, einer Gattung oder einer Familie muss, um in der Wissenschaft anerkannt und verwendet zu werden, den im Code festgelegten Regeln und Bestimmungen folgen. Dabei gibt es verschiedene Möglichkeiten, die die Verwendung eines vorgeschlagenen wissenschaftlichen Namens verhindern können. Zunächst muss der Name in einer bestimmten formalen Regeln genügenden Art und Weise in einer Erstbeschreibung publiziert worden sein. Ein Name, der diesen Anforderungen genügt, wird „valide“ genannt. Eine Bezeichnung für ein Taxon, die diesen Anforderungen nicht entspricht, ist ein invalider Name. Ein Beispiel wäre ein Nomen nudum.

## Rechtmäßigkeit
Es gibt allerdings Gründe, warum ein Name, der valide ist, dennoch nicht verwendet werden kann, weil er gegen andere Regeln des Codes verstößt als diejenigen, die die Validität festlegen. Verstößt er gegen die Artikel 53 und 54, ist er ein Homonym, das ist ein Name, der identisch ist zu dem Namen eines anderen, bereits früher beschriebenen Taxons. Beim Verstoß gegen die Regeln des Artikel 52 handelt es sich um einen „überflüssigen Namen“ (latinisiert: nomen superfluum). Dies ist der Fall, wenn es zum Zeitpunkt seiner Erstbeschreibung bereits einen validen und korrekten Namen für das neu beschriebene Taxon gab, das nun also zum zweiten Mal beschrieben werden soll, nur unter einem anderen Namen. Beide Fälle zusammengefasst werden als illegitimer Name bezeichnet.
Ein Name, der sowohl valide als auch legitim ist, wird dennoch in vielen Fällen von botanischen Taxonomen und Systematikern nicht verwendet werden, weil es über die in Frage kommende Gruppe unterschiedliche taxonomische Auffassungen gibt. So kann ein Botaniker beispielsweise eine neue Art beschreiben, von der ein anderer Botaniker der Ansicht ist, es handelt sich lediglich um eine Form oder Variante einer anderen, früher beschriebenen Art. Da die Botaniker überein gekommen sind, immer den zuerst publizierten Namen als den korrekten Namen zu verwenden (Prioritätsprinzip), wäre für diese Art der ältere Name heranzuziehen. Der jüngere Name wird damit zu einem (taxonomischen) Synonym von diesem.
Ein jüngeres Homonym ist immer ein illegitimer Name. Ob ein jüngeres Synonym ein illegitimer Name ist oder nicht, wird daran festgemacht, ob es das Typusexemplar der vorher beschrieben Art zu demjenigen Zeitpunkt, wo er selbst publiziert worden ist, mit einschließt oder nicht. Ein Synonym für einen Artnamen, das den Typus einer anderen Art mit einschließt, ist einfach ein neuer Name für dieselbe Sache. In diesem Fall handelt es sich um einen illegitimen Namen. Ist der Typus nicht mit eingeschlossen, können spätere Untersuchungen ergeben, dass das, was vorher als einer Art zugehörig erachtet worden ist, in Wirklichkeit doch zwei Arten waren. Dies passiert zum Beispiel, wenn neue Merkmale entdeckt werden, anhand derer eine Unterscheidung möglich ist. In diesem Falle würde ein Name, der vorher als Synonym angesehen worden ist, zum gültigen Namen der neu abgegrenzten Art. Ein illegitimer Name kann hingegen durch nomenklatorische Handlungen dieser Art niemals zum korrekten Namen einer Art werden. Wenn also die Illegitimität eines Namens festgestellt wird, kann dieser Name nicht mehr verwendet werden; es sei denn, er wird konserviert.

## Konservierte Namen
Die oben beschriebenen Regeln können dazu führen, dass in der botanischen Fachliteratur, aber auch in angewandten Werken seit langer Zeit verwendete und eingeführte Namen ersetzt werden müssen, wenn ein Forscher nachträglich feststellt, dass es sich um einen illegitimen Namen handelt. Die daraus folgenden Namensänderungen erschweren die Forschung und können zu einer Quelle von vermeidbaren Irrtümern und Missverständnissen führen, während das Ziel der Nomenklatur eigentlich in Stabilität liegt. Um diese Konsequenzen zu vermeiden, kann ein Name nach Artikel 14 des Code durch förmlichen Beschluss zum geschützten oder konservierten Namen (zu schützender Name, latinisiert nomen conservandum, kurz nom. cons.) erklärt werden. Dadurch wird ein anderer Name, nämlich der eigentlich den Regeln gemäß korrekte, ausnahmsweise zurückgewiesen. Ein konservierter Name ist also nach dieser Entscheidung der korrekte Name des entsprechenden Taxons, auch dann, wenn es sich eigentlich um einen illegitimen Namen handelt.

## Einführung des Begriffs
Der Ausdruck legitimer bzw. illegitimer Name findet sich nicht in den ältesten Fassungen des Code, er fehlt im Wiener Code von 1905 und in den verschiedenen, dazu konkurrierenden Fassungen des American Type Code. Er wurde, auf Vorschlag des Botanikers Willem Frederik Reinier Suringar zuerst im Cambridge Code von 1930 eingeführt und seither einige Male verändert.